# Malaxis wendtii
Malaxis wendtii är en orkidéart som beskrevs av Gerardo A. Salazar. Malaxis wendtii ingår i släktet knottblomstersläktet, och familjen orkidéer. Inga underarter finns listade i Catalogue of Life.